# Clorinda Corradi
Clorinda Corradi Pantanelli (27. listopadu 1804 Urbino - 29. června 1877 Santiago de Chile) byla italská operní pěvkyně bel canto. Zpívala v operách Donizettiho, Rossiniho a Verdiho v Itálii, Španělsku, Spojených státech, na Kubě, v Chile a Peru.

## Životopis
Pocházela z významné rodiny, která měla ekonomické problémy. Z tohoto důvodu byla zpěvačkou. Dcera Filippa Corradiho a hraběnky Victorie Peroli z Urbina. V 19 letech měla hodiny zpěvu u slavného Filippa Celliho. Její první veřejné vystoupení bylo v roce 1823 v divadle v Recanati. Hrála hlavní roli v opeře Italka v Alžíru od Gioacchina Rossiniho. Roku 1825 zpívala v divadle Pergola ve Florencii a pak ve všech hlavních divadlech v Itálii. Roku 1830 zpívala v Rossiniho opeře Hrabě Ory v Miláně. Zpívala se známými zpěváky, jako Duprez, Mariani a Galli.
Na podzim roku 1835 se přestěhovala na Kubu a zpívala ve slavném Teatro Tacoma v Havaně. Od roku 1835 do roku 1840 zpívala v Peru a New Orleans (Louisiana). Roku 1844 se nastěhovala do Valparaísa v Chile a poté do Santiaga. Roku 1856 se vzdala zpěvu a stala se učitelkou na konzervatoři v Santiagu de Chile.